# 화웨이 메이트 50
화웨이 메이트 50(영어: Huawei Mate 50)은 화웨이의 EMUI 기반 스마트폰 시리즈이다. 2022년 9월 6일에 발표되었고, 2022년 9월 28일에 출시되었다.